# Hans Steinhoff
Hans Steinhoff (Marienberg, Saxônia, 10 de março de 1882 — Glienig, Brandemburgo, 20 de abril de 1945) foi um diretor alemão de filmes, como por exemplo, O Jovem Hitlerista Quex (Hitlerjunge Quex).